# Massaggio erotico

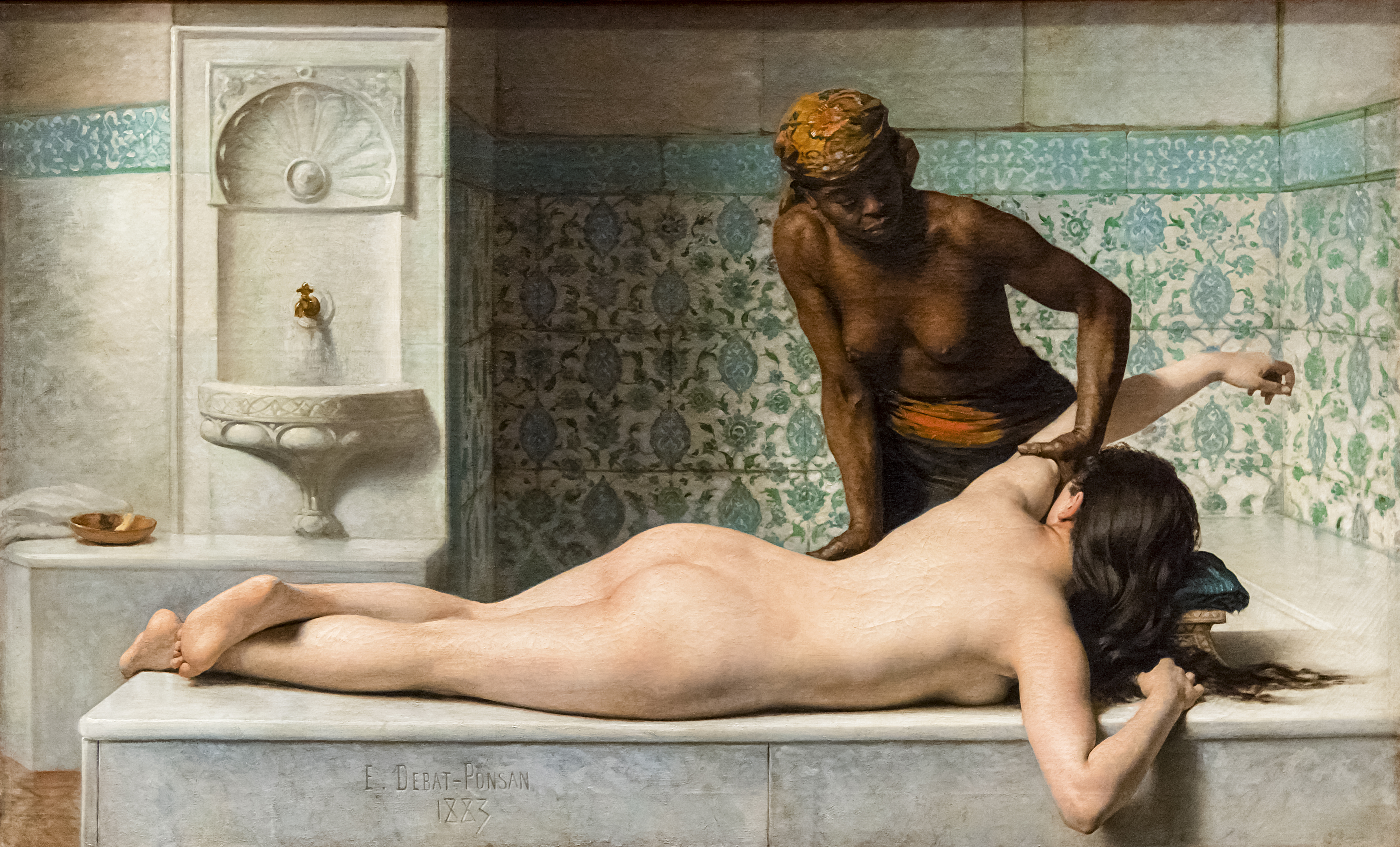
Esempio di massaggio erotico nel quadro Il massaggio di Edouard Debat-Ponsan 1883

Il massaggio erotico o massaggio sensuale è un tipo di massaggio che è praticato da una persona, solitamente il massaggiatore, a un'altra persona utilizzando tecniche che si focalizzato nelle zone erogene del corpo, al fine di raggiungere o migliorare l'eccitazione sessuale o il raggiungimento dell'orgasmo. I massaggi sono stati utilizzati per scopi medici per lungo tempo, e il loro uso a fini erotici ha una lunga storia. Nel caso delle donne, le due aree focali sono i seni e il pube, mentre nel caso degli uomini la zona focale sono i genitali maschili. Quando il massaggio è effettuato dal partner coinvolgendo solamente e direttamente i genitali, l'atto è indicato come masturbazione reciproca.
Oggi, il massaggio erotico è utilizzato come parte del coito, sia come preliminari o come fase finale dell'atto sessuale, o come parte di una terapia sessuale. V'è anche una grande industria del massaggio erotico commerciale in alcuni paesi e città.